# Double Zéro de conduite
Pour plus de détails, voir Fiche technique et Distribution.
Double Zéro de conduite (Zero in condotta) est une comédie érotique italienne réalisée par Giuliano Carnimeo et sortie en 1983.

## Synopsis
Dans les années soixante, parmi les élèves de dernière année d'un lycée classique romain se trouve Renato, un jeune étudiant qui a toujours été amoureux, mais sans réciprocité, de sa camarade de classe Manuela. Avec ses deux inséparables amis, profitant de l'absence de ses parents, il organise une fête chez lui avec Manuela et deux autres camarades de classe. Suspendu de l'école pour s'être introduit dans les vestiaires des filles, Renato décide de partir pour la Suède, pensant y trouver des aventures sexuelles faciles. Dans le train, il rencontre une dame en route pour Florence, qui lui avoue qu'elle cherche des aventures avec de jeunes garçons pour se venger de son mari, qui l'a trompée avec une jeune fille de 18 ans. En le saluant, la dame lui donne un mot avec son numéro de téléphone et l'invite à lui rendre visite. Le garçon retourne à Rome et, après avoir découvert que la dame dans le train est la femme du professeur de mathématiques, décide de retourner faire la cour à Manuela.

## Fiche technique
- Titre original : Zero in condotta[1],[2],[3]
- Titre français : Double Zéro de conduite[4]
- Réalisation : Giuliano Carnimeo
- Scénario : Giorgio Mariuzzo (it)
- Photographie : Federico Zanni
- Montage : Alberto Moriani (it)
- Musique : Roberto Pregadio
- Société de production : National Cinematografica, Filmes International, Dania Film
- Pays d'origine :  Italie
- Langue originale : italien
- Format : couleur - 35 mm - Son mono
- Genre : comédie érotique italienne
- Durée : 95 minutes
- Dates de sortie : 
  - Italie : 3 novembre 1983
  - France : 25 septembre 1985

## Distribution
- Angelo Maggi (it) : Renato Petrocelli "Speedy Gonzales"
- Elena Sofia Ricci : Manuela Spizzi "Ghiaccio Bollente"
- Sebastiano Somma : Giuseppe La Magna "Cassiodoro"
- Luca Sportelli : directeur du lycée
- Gianfranco Barra : Professeur Giandomenico Gelmetti "Palle Secche"
- Angelo Pellegrino : professeur d'éducation physique des garçons
- Sophia Lombardo : professeur d'éducation physique des filles
- Ennio Antonelli : concierge du lycée
- Annabella Schiavone : mère de Renato
- Giacomo Rosselli : Gino Mezzalega "Mezzasega"
- Giorgio Vignali : Riccardo Zanetti "Dumbo"
- Tiziana Altieri : Maria Grazia Turri 'Diomela'
- Orsetta Gregoretti : Cristina Cavatocci "Chiappa Tosta"
- Antonella Lualdi : Milena, épouse du professeur de mathématiques
- Ornella Pacelli : Angela Gaspari "Acquasantiera"
- Federica Borzini : Silvana Mariano "La Fetida"
- Giulio Massimini : contrôleur ferroviaire